# مرامري أكبر
المَرَامِريّ الأَكْبَرُ أو الكَوْدُ الأَكْبَرُ (الاسم العلمي: Tragelaphus strepsiceros) هو من ظباء الغابات الموجودة في جميع أنحاء شرق إفريقيا وجنوبها.

## الوصف
يعد المرامري الأكبر من أكبر الظباء في العالم إذ يبلغ ارتفاع كتفيه عن الأرض حوالي 1.5 متراً، للحيوان جسم نحيل وسيقان طويلة، ولونه بني مائل إلى اللون الأحمر أو بلون رمادي شاحب مع خطوط تراوح من 4 إلى 12 خطًّا أبيضًا عموديًّا على طول الجذع، يميل الرأس إلى أن يكون أكثر قتامة في اللون من باقي الجسم. للذكر قرنان لولبيان طويلان قد يبلغ طول كل منهما متراً واحداً أما الانثى فهي بلا قرون. يبلغ وزن الذكور 190- 270 كغم وكحد أقصى من 315، وتزن الإناث 120- 210 كغ.

## النظام الغذائي
يقتات الكودو بالأوراق والثمار والحشائش.

## معرض صور

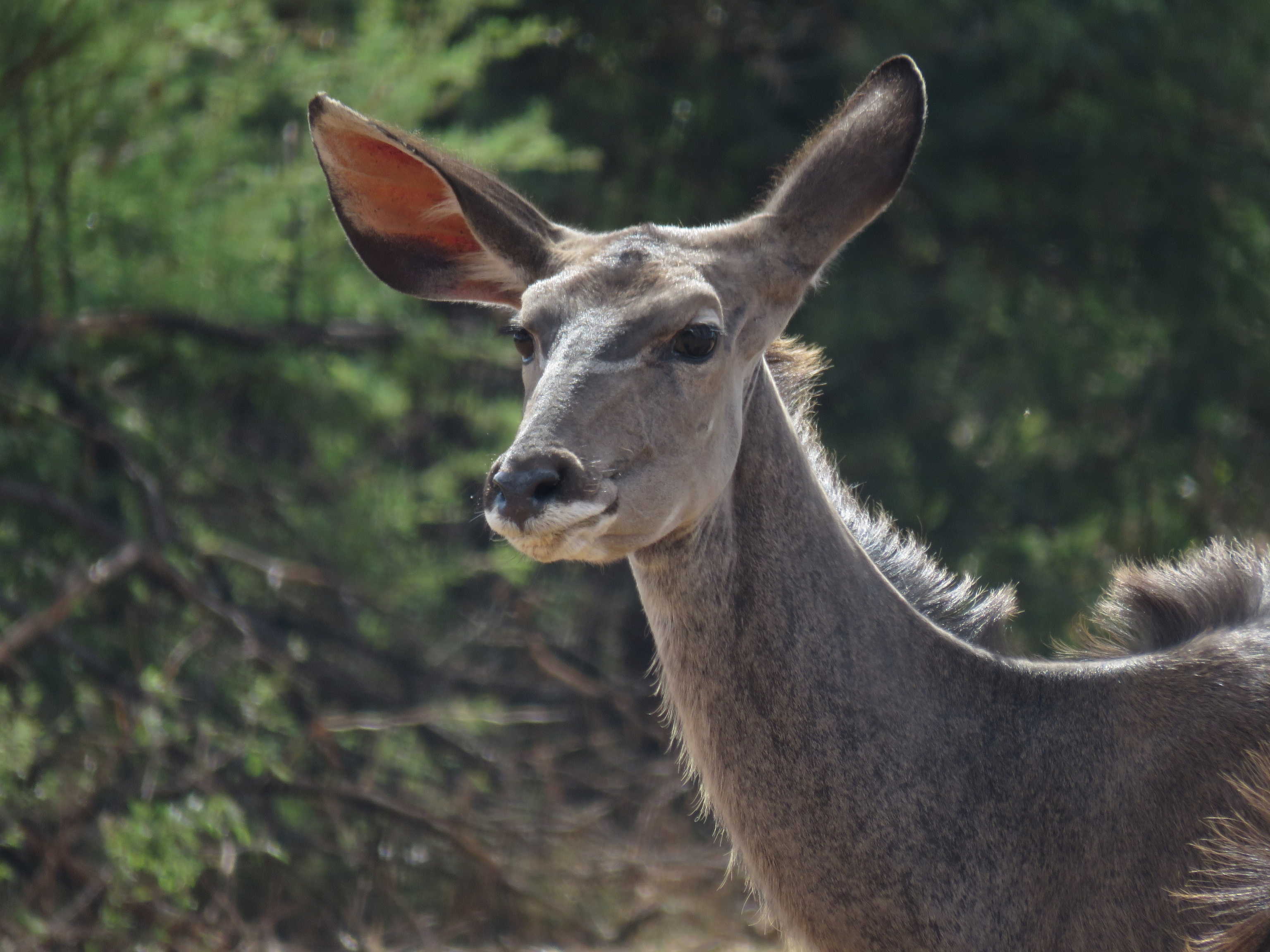
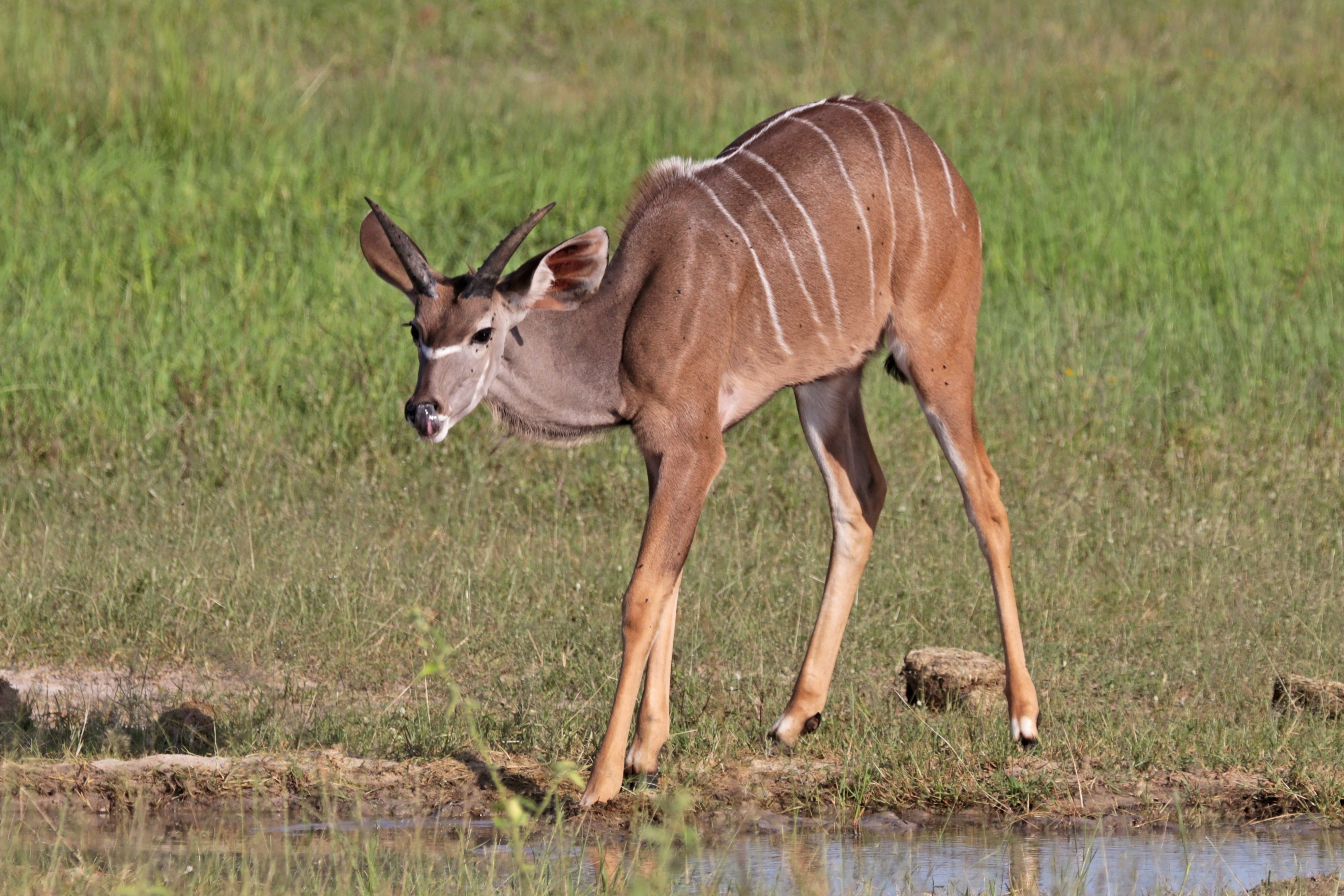
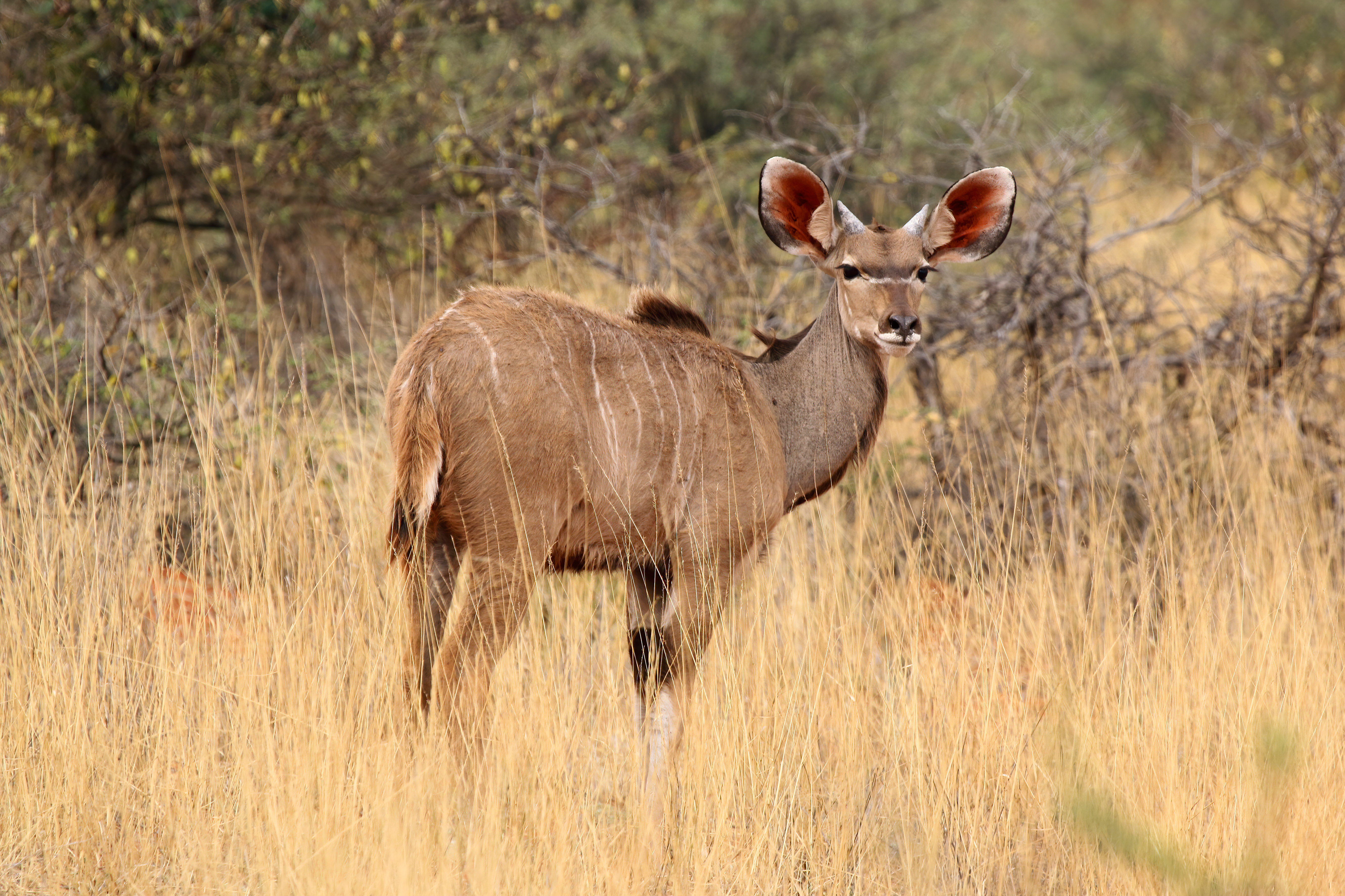